# دراسة تاريخ الفن

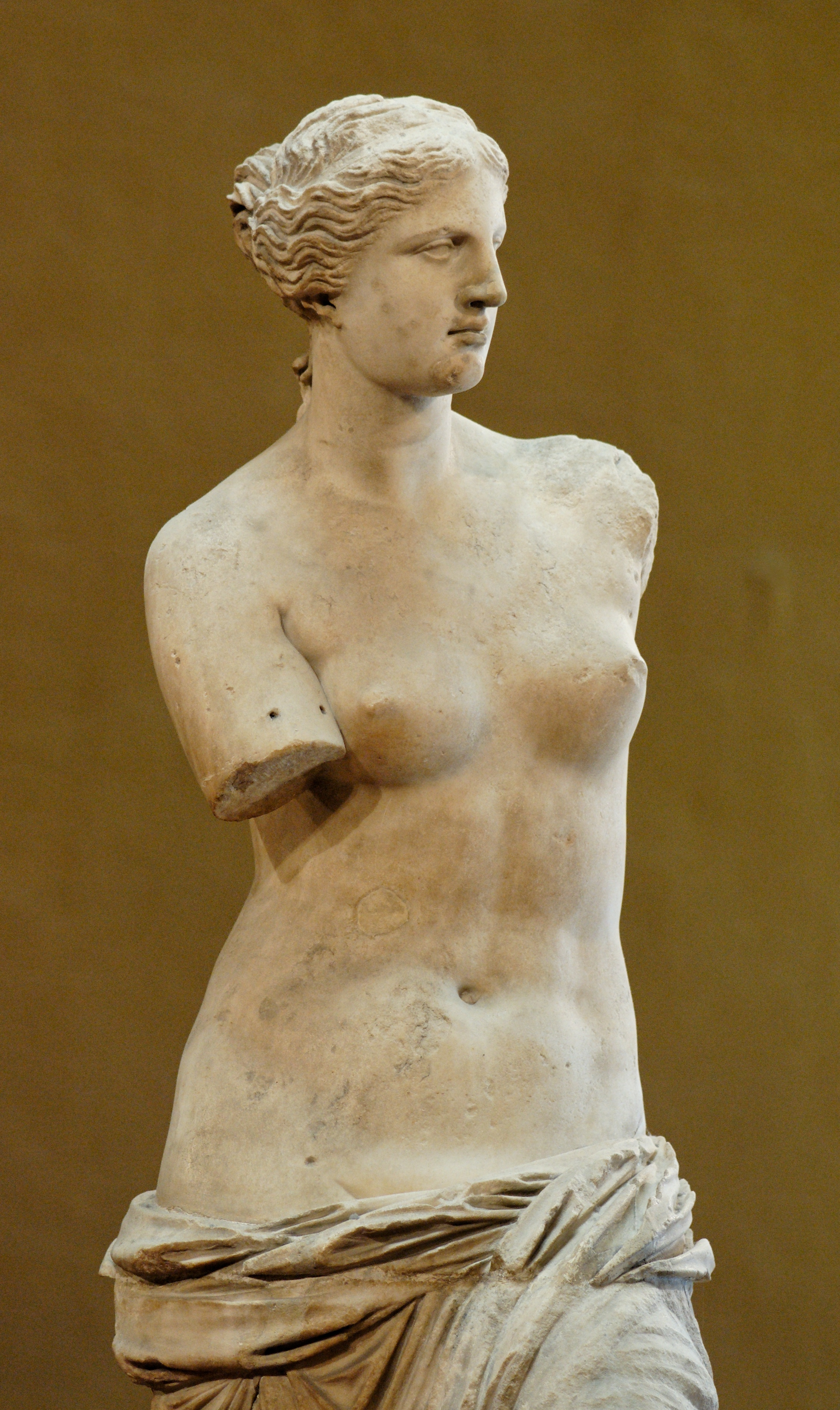
فينوس دي ميلو في متحف اللوفر

تاريخ الفن هو دراسة الأشياء الفنية في تطورها التاريخي وسياقاتها الأسلوبية، وتشمل هذه الدراسة على الرسم والنحت والعمارة والأثاث وغيرها من الأشياء الزخرفية. الاستخدام الشائع لمصطلح تاريخ الفن يشير إلى الأعمال الفنية والهندسة المعمارية، ولكنه يضم أيضًا عدة طرق لدراسة الفنون البصرية. لاحظ المؤرخ الفني إرنست غومبريتش ذات مرة أن مجال تاريخ الفن ينقسم إلى ثلاث أجزاء مختلفة: (1) المتذوقون، (2) والنقاد، (3) ومؤرخين الفن الأكاديمي.
يتميز تاريخ الفن عن النقد الفني والذي يهتم بتأسيس قيمة فنية نسبية على الأعمال الفردية، أو يجازي نمط أو حركة كاملة؛ كما يتميز أيضًا عن الجماليات والتي تهتم بالطبيعة الأساسية للفن. أحد فروع دراسة هذا المجال هو فلسفة الجمال والتي تشمل التحقيق في لغز السمو وتحديد جوهر الجمال. من الناحية الفنية، تاريخ الفن ليس هذه الأشياء لأن مؤرخ الفن يستخدم طريقة تاريخية للأجابة على الأسئلة مثل: كيف جاء الفنان لإنشاء العمل؟، ومن هم الرعاة؟، ومن هم مدرسوه؟، ومن كان الجمهور؟، وماهي القوى التاريخية التي شكلت أعمال الفنان؟، وكيف كان يؤثر على الأحداث الفنية والسياسية والاجتماعية؟، ومع ذلك كانت هناك شكوك ما إذا كان يمكن الإجابة على العديد من الأسئلة من هذا النوع بصورة مرضية دون النظر في الأسئلة الأساسية المتعلقة بطبيعة الفن؛ كما أن الفجوة الحالية بين تاريخ وفلسفة الفن غالبًا ماتعيق هذا التحقيق.
الأساس التاريخي للدرب هو تسلسل احتفالي من الإبداعات الجميلة بتكليف من الهيئات العامة، أو الدينية، أو الأفراد الأثرياء في أوروبا الغربية. ومع ذلك، كان هناك جهد منذ القرن العشرين لإعادة هذا التعريف ليكون أكثر شمولًا للفن غير الغربي، والفن الذي تصنعه النساء، والإبداع العامي.

## التعريف
بدأ تاريخ الفن في القرن التاسع عشر، لكن له سوابق تعود إلى العالم القديم. على غرار تحليل الاتجاهات التاريخية في السياسة والتاريخ والأدب، يستفيد الدرب من وضوح وقابلية نقل الكلمات المكتوبة. يعتمد مؤرخي الفن أيضًا على التحليل الرسمي، والتحليل النفسي، وعلم العلامات، ورسم الصور.
أدت التطورات في تقنيات التصوير الفوتوغرافي والطباعة بعد الحرب العالمية الثانية إلى زيادة القدرة على نسخ الأعمال الفنية، وقد ساعدت هذه التقنيات على تعزيز الدرب بطرق عميقة مكنت من المقارنة بين الأشياء بسهولة. وهكذا يمكن وصف دراسة الفن البصري بأنها ممارسة تقتضي فهم السياق، والشكل، والأهمية الاجتماعية.

## المنهجيات
غالبًا ما يفحص مؤرخي الفن العمل في سياق عصره. في أحسن الأحوال، يتم ذلك بطريقة تحترم دوافع مؤسسه وضروراته، مع تحليل مقارن لموضوعات زملائه والمعلمين، ومراعاة رغبات وتحيز الرعاة، والنظر في الأيقونات والرموز. باختصار، يفحص هذا النهج العمل الفني في سياق العالم الذي أُنشأ فيه.
كثيرًا مايبحث مؤرخو الفن أيضًا عن العمل من خلال تحليل النموذج من حيث الخط، والشكل، واللون، والملمس، والتكوين. يفحص هذا الأسلوب كيفية استخدام الفنان لصور ثنائية الأبعاد أو ثلاثية الأبعاد في العمارة أو في النحت ليخلق الإبداع الخاص بفنه.
الطريقة التي يتم بها استخدام هذه العناصر الفردية توضح ما إذا كان هذا الفن تمثيلي أوغير تمثيلي. فعلى سبيل المثال: إذا كان الفنان يقلد كائنًا أو صورة موجودة في الطبيعة، فإنه فن تمثيلي؛ وكلما اقترب الفن من التقليد المثالي، كلما كان الفن واقعيًا. إذا كان الفنان لا يقلد ويعتمد على الرمزية أو على طريقة تسعى إلى التقاط جوهر الطبيعة بدلًا من نسخها مباشرة، فإنه فن غير تمثيلي ويسمى أيضا بالفن التجريدي. الانطباعية هي مثال على الأسلوب التمثيلي الذي لا يتضمن التقليد المباشر، بل يسعى إلى خلق انطباع عن الطبيعة. وإذا كان العمل يتناول التعبير عن مشاعر الفنان والشوق والتطلعات، أو البحث عن مُثل الجمال والشكل، فإن العمل غير تمثيلي أو عمل تعبيري.
يستخدم العديد من مؤرخي الفن النظرية النقدية لوضع إطار حول تحقيقاتهم في الأشياء، وتستخدم النظرية غالبًا عند التعامل مع الأجسام الحديثة، تلك التي تعود إلى أواخر القرن التاسع عشر فصاعدًا. غالبًا مايتم استعارة النظرية القديمة في تاريخ الفن من علماء الأدب، وتتضمن تطبيق إطار تحليلي غير فني لدراسة الأشياء الفنية.
النظريات النسوية، والماركيسية، ومابعد الاستعمارية، ونظرية أحرار الجنس كلها راسخة في الدرب. كما هو الحال في الدراسات الأدبية، هناك اهتمام العلماء في الطبيعة والبيئة، ولكن الاتجاه الذي سيتخذه هذا الدرب لم يتحدد بعد.
في الآونة الأخيرة قدمت وسائل الإعلام والتكنولوجيا الرقمية إمكانيات للتحليلات البصرية والمكانية والتجريبية. الأساليب التي تم تمكينها من خلال هذه التقنيات هي في الواقع تطوير نشط لتشمل النهج النوعية التي يمكن أن تؤكد على الخصائص السردية والدرامية والعاطفية للتاريخ والفن.

## الطرق البارزة

### بلينيوس الأكبر وسابقين قدامي
أول الكتابات الباقية عن الفن والتي يمكن تصنيفها كتاريخ للفن هي التاريخ الطبيعي لبلينيوس الأكبر، وتتعلق بتطوير النحت والرسم في اليونان القديمة؛ كما يمكن تتبع أفكار زينوقراط، وهو النحات اليوناني الذي ربما كان أول مؤرخ للفن. عمل بلينيوس كان له تأثير كبير في عصر النهضة، وكانت التقنيات المستخدمة من قِبَلِهِ معروفة بشكل خاص. أيضًا حدثت تطورات مماثلة -على الرغم من كونها مستقلة- في الصين في القرن السادس.

### فاساري والسير الذاتية للفنانين

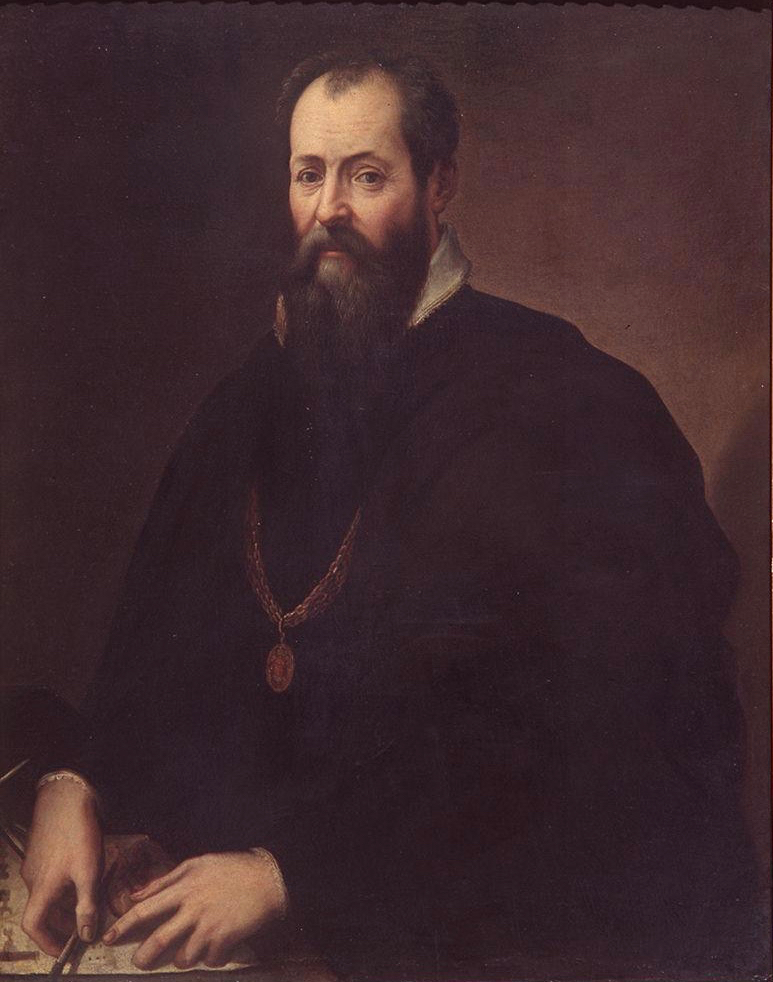
بورتريه ذاتي لفاساري

في حين أن الذكريات الشخصية للفن والفنانين تمت كتابتها وقراءتها منذ فترة طويلة، كان جورجيو فاساري -النحات ومؤلف كتاب حياة الرسامين- هو من كتب أول تاريخ حقيقي للفن؛ كما أكد على تقدم الفن وتطوره، وكان علامة فارقة في هذا المجال. كان له أيضًا تقرير تاريخي يضم سيرة ذاتية لفنانين إيطاليين، وكثير منهم كانوا معاصريه ومعارفه الشخصية.
كانت أفكار فاساري عن الفن مؤثرة بشكل كبير، وكانت بمثابة قدوة للعديد من الناس. امتد نهج فاساري حتى القرن الثامن عشر عندما تم توجيه النقد إلى راويته الذاتية عن التاريخ.

### فينكلمان والنقد الفني

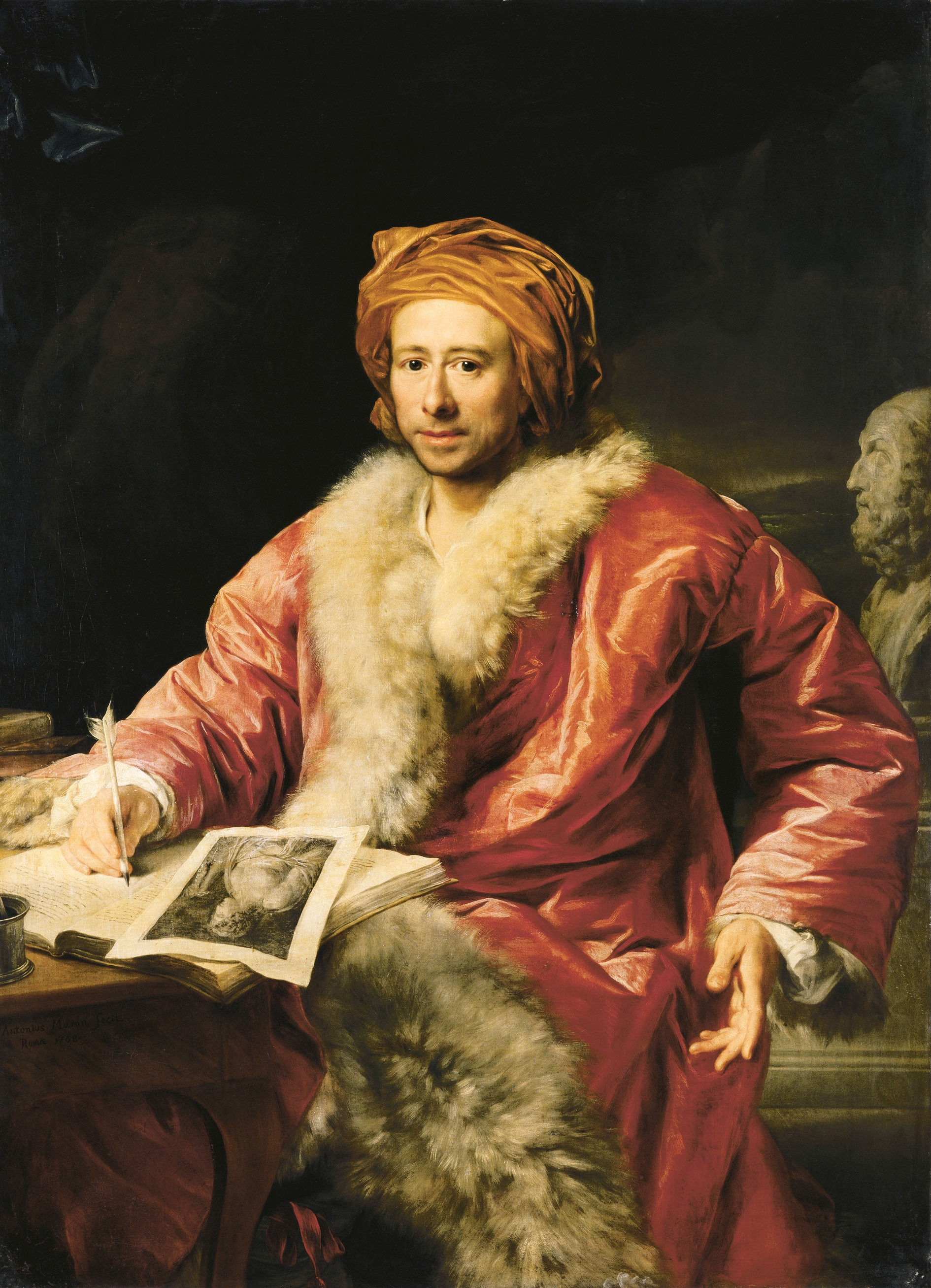
أنطون فون مارون، بورتريه ليوهان يواكيم وينكلمان، 1768)

انتقد علماء مثل يواخيم فينكلمان الشخصية الفنية لفاساري، وجادلوا بأن التركيز الحقيقي في دراسة الفن يجب أن يكون وجهات نظر الناظر المستفاد وليس وجهات النظر الفريدة لفاساري، وهكذا كانت كتابات فينكلمان هي بداية للنقد الفني. كان أبرز أعماله التي قدمت مفهوم النقد الفني هي «أفكار حول تقليد الأعمال اليونانية في الرسم والنحت» والذي نشر في عام 1755 قبل مغادرته روما بقليل، و«تاريخ فن العصور القديمة» والذي نشر في عام 1764.
انتقد وينكلمان التجاوزات الفنية لأشكال الباروك والروكوكو، وكان له دور أساسي في إصلاح الذوق لصالح الحركة الكلاسيكية الحديثة. أشار ياكوب بوركهارت -أحد مؤسسي تاريخ الفن- إلى أن وينكلمان كان أول من ميز بين فترات الفن القديم، وربط تاريخ الأناقة مع تاريخ العالم.
تمت قراءة أعمال وينكلمان بشغف من قِبل يوهان فولفغانغ وفريدريك شيلر، وكلاهما بدأ الكتابة عن تاريخ الفن وقدم تقريره عن اللاكون كاستجابة من ليسينغ. برز ظهور الفن كموضوع رئيسي للتفكر الفلسفي من خلال ظهور نقد إيمانويل كانْت للحكم عام 1790، وتم تعزيزه من خلال محاضرات هيجل حول علم الجمال؛ كما كانت فلسفة هيجل بمثابة الإلهام المباشر لعمل كارل شناسي.

### ولفلين والتحليل الأسلوبي
هاينريش ولفلين -الذي درس في بوركهارت في بازل- هو أب تاريخ الفن الحديث، وقد درس في جامعات برلين وبازل وميونيخ وزيوريخ. لقد قدم منهجًا علميًا لتاريخ الفن مع التركيز على ثلاثة مفاهيم. أولًا، حاول دراسة الفن باستخدام علم النفس ولاسيما من خلال تطبيق عمل فيلهلم فونت، وقال أن الفن والهندسة المعمارية جيدة إذا كانت تشبه جسم الإنسان؛ فعلى سبيل المثال كانت المنازل جيدة إذا كانت واجهاتهم تشبه الوجوه. ثانيًا، قدم فكرة دراسة الفن من خلال المقارنة وذلك بمقارنة اللوحات الفردية مع بعضها البعض فقد كان قادرًا على التمييز بين الأسلوب؛ كما طور كتابه «النهضة والباروك»، وكان أول من أظهر كيف اختلفت هذه الفترات الأسلوبية عن بعضها البعض. وأخيرًا، درس الفن على أساس أفكار الأمة.

### ريجل ويكهوف ومدرسة فيينا
مدرسة فيينا هي مدرسة رئيسية لفكر الفن التاريخي تطورت في جامعة فيينا. كان أول جيل من مدرسة فيينا يهمين عليه ألويس ريجل وفرانز ويكهوف وكلاهما من طلبة مورتيز تاوسينج، وقد تميز بالميل إلى إعادة تقييم فترات الإهمال في تاريخ الفن. كتب كل من ريجل وويكهوف على نطاق واسع في فن العصور القديمة المتأخرة والتي كانت تعتبر قبلهم فترة تراجع من المثل الأعلى الكلاسيكي: كما ساهم ريجل أيضًا في إعادة تقييم الباروك.
ضم الجيل القادم من الأساتذة في فيينا ماكس دفوراك، وجوليوس فون شلوسر، وهانز تيتز، وكارل ماريا سوبودا، وجوزيف سترزيغوفسكي؛ كما حصل عدد من أهم مؤرخي الفن في القرن العشرين -بما في ذلك إرنست جومبريش- على شهاداتهم في فيينا في هذا الوقت. يشير مصطلح «مدرسة فيينا الثانية» أو «مدرسة فيينا الجديدة» عادة إلى الجيل التالي من علماء فيينا بما في ذلك هانز سيدماير، أوتو باخ، وغويدو كاشنيتز فون فينبرج. بدأ هؤلاء العلماء في ثلاثينيات القرن العشرين للعودة إلى عمل الجيل الأول -خاصة ريغل ومفهومه عن كونستفولن- وحاولوا تطويره ليصبح منهجًا فنيًا تاريخيًا كاملًا؛ كما رفضوا دراسة دقيقة عن الأيقونات والمحسوبية وغيرها من المناهج المستندة إلى السياق التاريخي، مفضلين على ذلك التركيز على الصفات الجمالية للعمل الفني.

### فرويد والتحليل النفسي
لم يكن هينريك وولفلين هو الباحث الوحيد الذي ذكر نظريات نفسية في دراسة الفن؛ فقد كتب المحلل النفسي سيغموند فرويد كتابًا عن الفنان ليوناردو دا فينشي، واستخدم فيه لوحات ليوناردو لاستجواب نفسية الفنان وتوجهه الجنسي. على الرغم من أن استخدام المواد بعد الوفاة لإجراء التحليل النفسي أمر مثير للجدل بين مؤرخي الفن خاصة وأن الأعراف الجنسية في زمن ليوناردو وفرويد مختلفة، فإنه غالباً ما يتم محاولة ذلك.
جاء تحول لا يدع مجالًا لتاريخ النقد الفني عام 1914 عندما نشر سيغموند فرويد تفسير التحليل النفسي لموسى مايكل أنجلو كأحد التحليلات المستندة إلى علم النفس من عمل فني.

### ماركس والأيدولوجية
خلال القرن العشرين، احتضن مؤرخو الفن التاريخ الاجتماعي باستخدام أساليب نقدية، وكان الهدف هو إظهار كيف يتفاعل الفن مع هياكل السلطة في المجتمع. كان أحد النهج النقدي الذي استخدمه المؤرخون الفنيون هو الماركسية؛ حيث حاول تاريخ الفن الماركسي إظهار كيف ارتبط الفن بفصول محددة، وكيف تحتوي الصور على معلومات حول الاقتصاد، وكيف يمكن للصور أن تجعل الوضع الراهن يبدو طبيعياً.
ربما كان الماركسي الأكثر شهرة هو كليمنت جرينبيرج الذي برز في أواخر الثلاثينات. في مقالة لغرينبيرج ادعى أن الطليعة نشأت من أجل الدفاع عن المعايير الجمالية بسبب انحدار الذوق الجمالي في المجتمع، ورؤية الفن الهابط كما الأضداد، وزعم أن الفن الطليعي والفن الحديث هو وسيلة لمقاومة الثقافة التي تنتجها الدعاية الرأسمالية.
يعتبر ماير شابيرو أحد مؤرخي الفن الماركسيين الأكثر تذكراً في منتصف القرن العشرين. على الرغم من أنه كتب عن العديد من الفترات الزمنية والموضوعات في الفن، إلا أنه من الأفضل تذكره لتعليقه على النحت من أواخر العصور الوسطى وعصر النهضة، وفي ذلك الوقت رأى دليلاً على الرأسمالية الناشئة وتراجع الإقطاعية.

### تاريخ الفن النسوي
مقال ليندا نوشلين بعنوان «لماذا لم يكن هناك فنانات عظيمات؟» ساعد على إشعال تاريخ الفن النسوي خلال سبعينيات القرن العشرين، ويبقى واحدًا من المقالات الأكثر قراءة على نطاق واسع حول الفنانات الإناث. في غضون عقد من الزمان، شهدت عشرات الأوراق والمقالات والمقالات زخمًا متناميًا -تغذيه حركة الموجة النسوية الثانية- من الخطاب النقدي الذي يحيط بتفاعل النساء مع الفنون كفنانين. تطبق نوشلين -في مقالها الرائد- إطارًا نقديًا نسويًا لإظهار الإقصاء المنتظم للنساء من التدريب الفني، معتبرين أن الاستبعاد من ممارسة الفن كان نتيجة للظروف الثقافية التي قلصت وحددت دور النساء في المجالات المنتجة للفن.

### رولان بارت وعلم العلامات
على عكس الأيقونات التي تسعى إلى تحديد المعنى، يهتم علم العلامات بكيفية خلق المعنى، ويعتبر الشاغل الرئيسي لمؤرخ فن علم العلامات هو ابتكار طرق للتنقل وتفسير المعنى المقصود.
يسعى تاريخ فن علم العلامات إلى الكشف عن المعنى في جسم جمالي من خلال فحص صلته بالوعي الجماعي.

### دراسات المتحف
تشمل جوانب الموضوع التي ظهرت على الساحة في العقود الأخيرة الاهتمام برعاية واستهلاك الفن، بما في ذلك اقتصاديات سوق الفن، ودور الجامعين، ونوايا وتطلعات تلك الأعمال التكليفية، وردود الفعل المعاصر. أصبح علم المتاحف -بما في ذلك تاريخ جمع وعرض المتاحف- الآن مجالًا متخصصًا للدراسة كما هو تاريخ التجميع.

### المادية الجديدة
بفضل التطورات العلمية صار من الممكن تحقيق بحث أكثر دقة للمواد والتقنيات المستخدمة لإنشاء الأعمال، وخاصة تقنيات التصوير بالآشعة تحت الحمراء والآشعة السينية.

### تاريخ الفن القومي
تتشابك صناعة الفن والتاريخ الأكاديمي للفن وتاريخ متاحف الفنون ارتباطًا وثيقًا مع ازدياد القومية. في الواقع، غالباً ما كان الفن الذي تم إنشاؤه في العصر الحديث محاولة لتوليد مشاعر التفوق الوطني أو حب الوطن؛ الفن الروسي هو مثال جيد على ذلك، حيث كان الطليعي الروسي والفن السوفياتي لاحقاً محاولات لتحديد هوية ذلك البلد.
يحدد معظم مؤرخي الفن الذين يعملون اليوم تخصصهم كفن ثقافة معينة وفترة زمنية معينة. على سبيل المثال، قد يتخصص شخص ما في تاريخ الفن الصيني أو الألماني المعاصر في القرن التاسع عشر.

## الانقسامات حسب الفترة
ينقسم مجال تاريخ الفن تقليديا إلى تخصصات أو تجمعات على أساس العصور والمناطق مع مزيد من التقسيم الفرعي على أساس وسائل الإعلام. وهكذا، قد يتخصص شخص ما في «الهندسة المعمارية الألمانية في القرن التاسع عشر» أو في «منحوتات توسكانا في القرن السادس عشر». غالبًا ما يتم تضمين المجالات الفرعية تحت التخصص؛ فعلى سبيل المثال، يعتبر كل من الشرق الأدنى القديم واليونان وروما ومصر بشكل عام تجمعات خاصة للفن القديم. في بعض الحالات، قد تكون هذه التخصصات متحالفة بشكل وثيق (مثل اليونان وروما)، في حين أن التحالفات في بلدان أخرى أقل طبيعية بكثير (الفن الهندي مقابل الفن الكوري).
الفن غير الغربي هو الوافد الجديد نسبيًا للائحة التاريخ الفني. وقد أدت المراجعة الحديثة للانقسام الدلالي بين الفن والأدوات إلى إعادة صياغة الأشياء التي تم إنشاؤها في الثقافات غير الغربية بمصطلحات أكثر جمالية. بالنسبة لأولئك الذين يدرسون روما القديمة أو عصر النهضة الإيطالية، فإن العلماء المتخصصين في أفريقيا والأمريكتين القديمة وآسيا هم أقلية متنامية.

## المنظمات المهنية
في الولايات المتحدة، فإن أهم منظمة لتاريخ الفن هي جمعية كلية الفنون. توجد منظمات مماثلة في أجزاء أخرى من العالم -وكذلك للتخصصات- مثل التاريخ المعماري وتاريخ فن عصر النهضة. في المملكة المتحدة على سبيل المثال، فإن جمعية المؤرخين الفن هي المنظمة الأولى، وتنشر مجلة بعنوان تاريخ الفن.